# ダニエル・ウェブスター (原子力潜水艦)
|           |                                                  |
| 艦歴      |                                                  |
| 発注:     | 1961年2月3日                                     |
| 起工:     | 1961年12月28日                                   |
| 進水:     | 1963年4月27日                                    |
| 就役:     | 1964年4月9日                                     |
| 退役:     | 1990年8月30日                                    |
| その後:   | 原子力艦再利用プログラム                         |
| 除籍:     | 1990年8月30日                                    |
| 性能諸元  |                                                  |
| 排水量:   | 6,250トン                                        |
| 全長:     | 129.6 m (425 ft)                                 |
| 全幅:     |                                                  |
| 吃水:     |                                                  |
| 機関:     | 原子力ギアード・タービン                         |
| 主機関:   | S5W原子炉                                        |
| 最大速:   |                                                  |
| 兵員:     |                                                  |
| 兵装:     | 潜水艦発射弾道ミサイル16基 21インチ魚雷発射管4門 |
| モットー: | Liberty and Union                                |

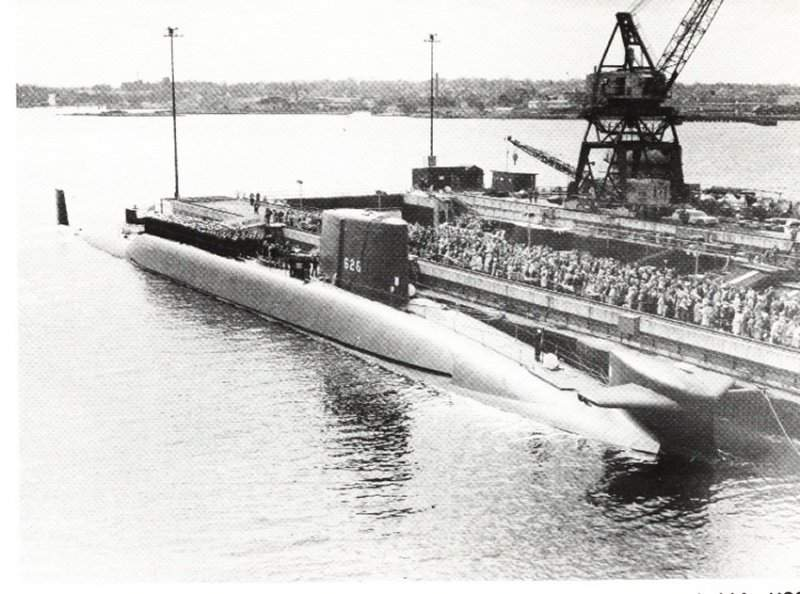
建造当初のダニエル・ウェブスター

ダニエル・ウェブスター(USS Daniel Webster, SSBN-626)は、アメリカ海軍の原子力潜水艦。ラファイエット級原子力潜水艦の9番艦。艦名はダニエル・ウェブスターに因む。

## 艦歴
ダニエル・ウェブスターの建造は1961年2月3日にコネチカット州グロトンのジェネラル・ダイナミクス、エレクトリック・ボート社に発注され、1961年12月28日に起工した。1963年4月27日にW・オズボーン・グッドリッチ・ジュニア夫人によって進水し、1964年4月9日にブルー班艦長マービン・S・ブレア中佐およびゴールド班艦長ロイド・S・スミス中佐の指揮下就役した。
ダニエル・ウェブスターは当初艦首上方に水平蛇を装備した特異な形状で建造された。この配置は流体抵抗を弱める目的で行われたが、逆に抵抗を増加させ、速度の低下につながった。この艦首水平蛇は最初のオーバーホールの際に取り外され、標準的な水平蛇が装着された。
ダニエル・ウェブスターは1990年8月30日に退役し、同日除籍された。その後チャールストン海軍工廠で繫留訓練艦に艦種変更され、船体番号は MTS-626 に変更された。ダニエル・ウェブスターはサウスカロライナ州チャールストンの海軍原子力訓練部隊の一艦として係留される。